# Culture du Zimbabwe

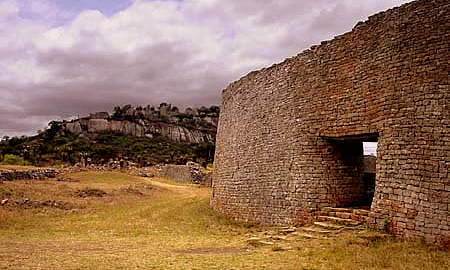
Monument national du Grand Zimbabwe

Cet article concerne la culture du Zimbabwe, pays enclavé d'Afrique australe d'environ 15 millions d'habitants (dans les années 2020, contre 1 million jusque dans les années 1925).

## Langues et peuples

### Langues
- Langues au Zimbabwe
- Langues du Zimbabwe

### Peuples
- Groupes ethniques au Zimbabwe
- Blancs zimbabwéens (<100 000)

## Traditions

### Religion(s)
- Religions du Zimbabwe
- Religion au Zimbabwe
  - Christianisme au Zimbabwe (en) (80,85 %) : anglicanisme, adventisme, méthodisme, pentecôtisme, catholicisme...
  - 4,5 % : Religion indigène au Zimbabwe (en)
  - <1 % : Islam, bahaïsme, hindouisme
  - 10 % : irréligion
- Religions traditionnelles africaines, Animisme, Fétichisme, Esprit tutélaire, Mythologies africaines
- Religion en Afrique, Christianisme en Afrique, Islam en Afrique
- Islam radical en Afrique noire
- Anthropologie de la religion
- Histoire des Juifs au Zimbabwe

## Symboles
- Armoiries du Zimbabwe
- Drapeau du Zimbabwe
- Kalibusiswe Ilizwe leZimbabwe, hymne national du Zimbabwe depuis 1994
- Unity, Freedom, Work (anglais), Unité, Liberté, Travail, devise nationale
- Oiseau Zimbabwe, emblème animal
- Héros nationaux : Witness Mangwende (en) (1946-2005), Edgar Tekere (en) (1937-2011), Robert Mugabe (1924-2019), National Heroes Acre (Zimbabwe) (en)

### Folklore et Mythologie
- Nyami Nyami (en), déesse de la rivière du Zambèze, ou Esprit-Serpent du Zambèze

### Pratiques
Les pratiques sociales, rituels et événements festifs révèlent (pour partie) du patrimoine culturel et immatériel de l'humanité.

## Vie sociale

### Famille

#### Noms
- Nom de famille, Nom personnel

### Société

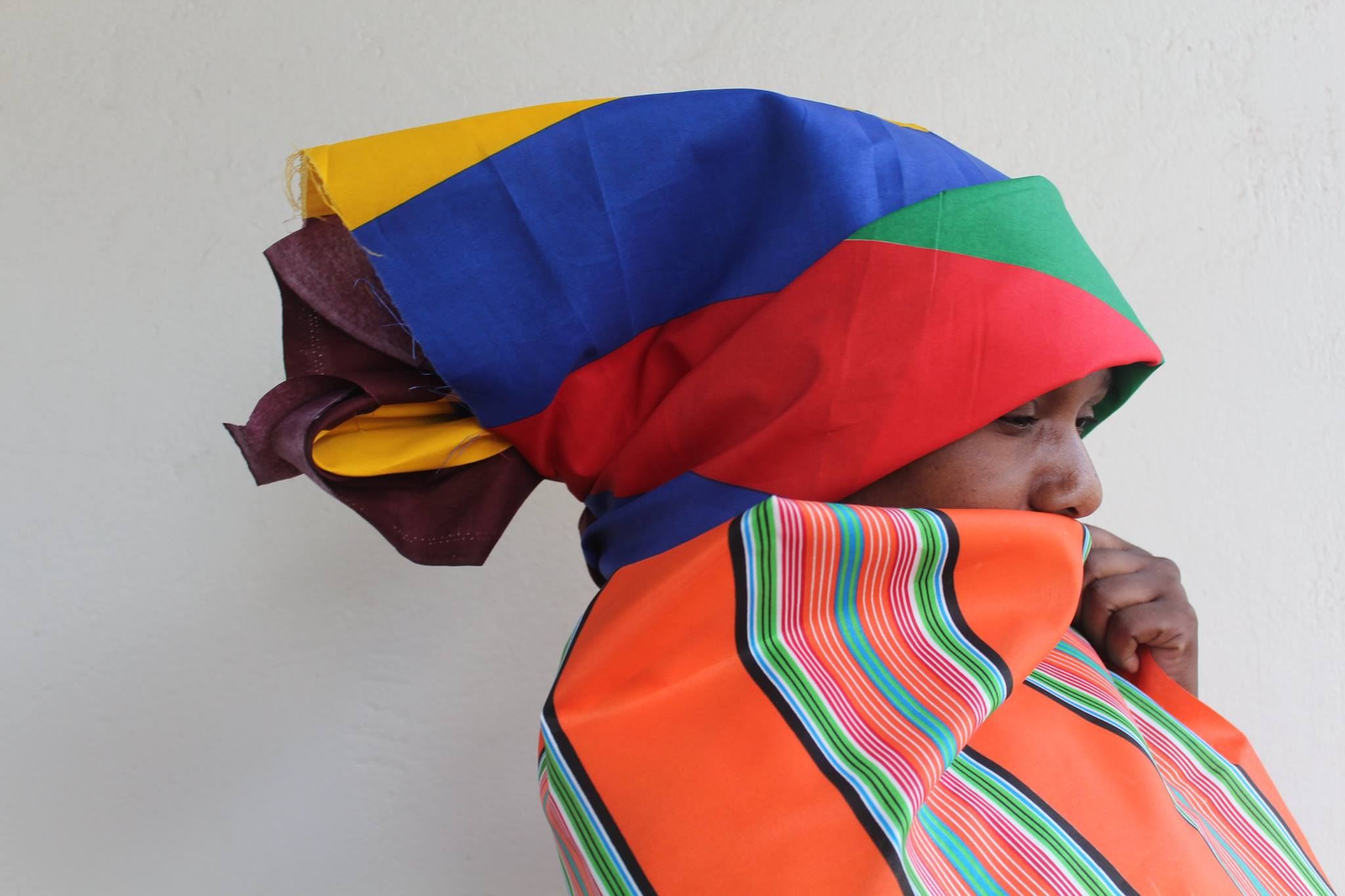
Travailleuse du sexe zimbabwéenne en activité en Afrique du Sud.

- Ubuntu, Fraternité
- Palabre, Arbre à palabres

### Éducation
- Education in Zimbabwe (en)
- List of schools in Zimbabwe (en)
- List of universities in Zimbabwe (en)

### Droit
- Droit au Zimbabwe
- Criminalité au Zimbabwe
- Rapport Zimbabwe 2016-2017 d'Amnesty International

### État
- Politique au Zimbabwe
- Histoire du Zimbabwe

## Arts de la table

### Cuisine(s)
- Cuisine zimbabwéenne

### Boisson(s)
- Eau

## Santé

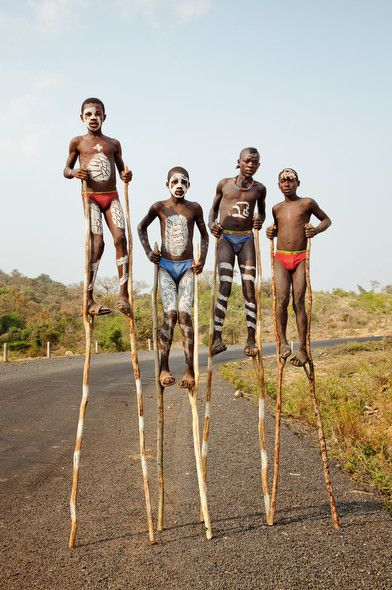
Jeunes garçons sur échasses.

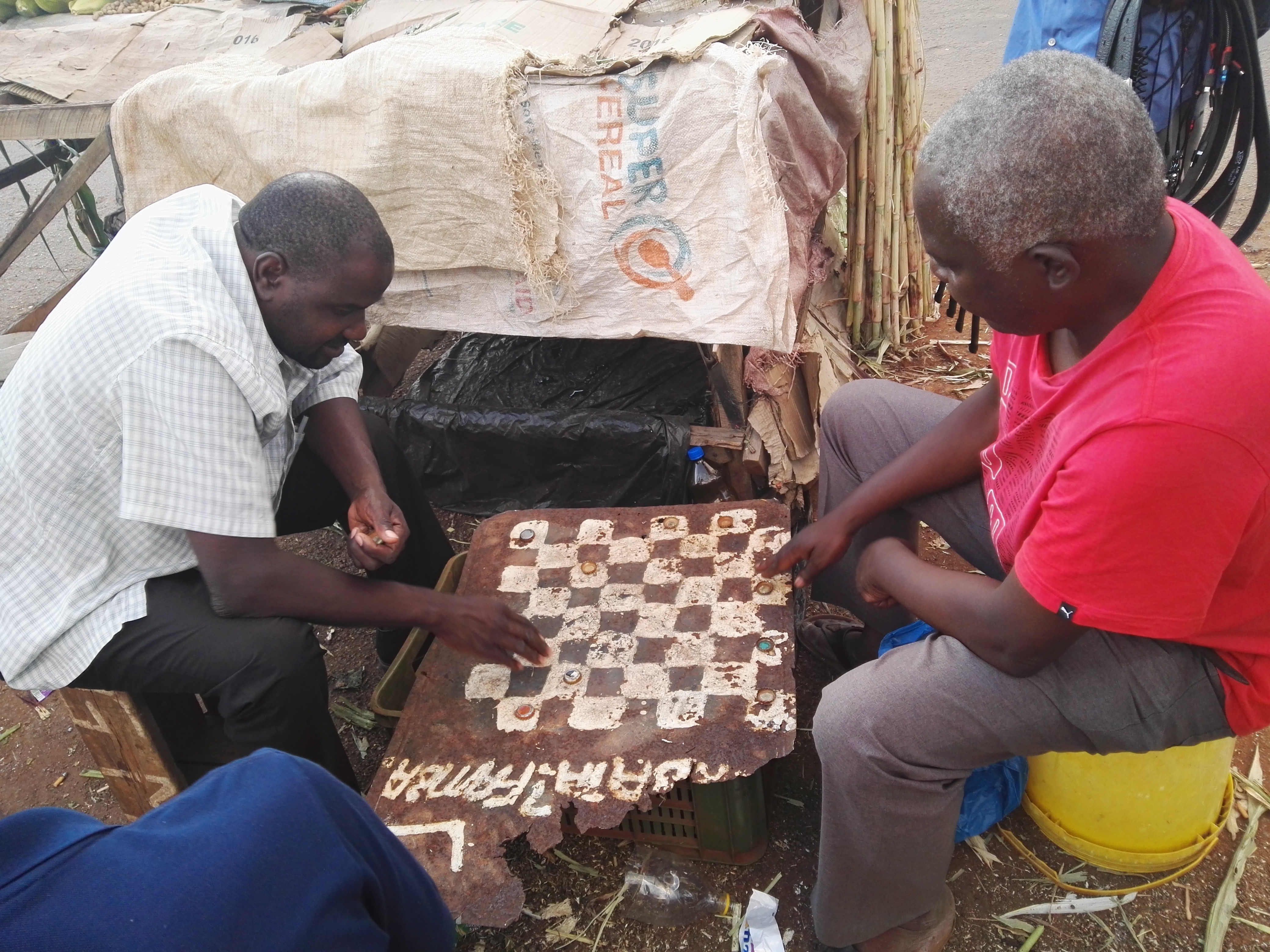
Deux hommes jouant aux dames.

- Santé au Zimbabwe

### Jeux populaires
- Kudoda

### Sports
- Sports au Zimbabwe
- Jeux africains ou Jeux panafricains, depuis 1965, tous les 4 ans (...2011-2015-2019...)
- Personnalités zimbabwéennes liées au sport

## Médias
En 2009, le classement mondial sur la liberté de la presse établi chaque année par Reporters sans frontières situe le Zimbabwe au 136e rang sur 175 pays.
- Journalistes zimbabwéens

### Internet (.zw)
- Internet[2]

## Littérature
- Littérature du Zimbabwe (en)
- Écrivains rhodésiens
- Écrivains zimbabwéens
- Liste d'écrivains zimbabwéens (en), dont
  - Arthur Shearly Cripps (en) (1869-1952)
  - Gertrude Page (en) (1872-1922)
  - Cynthia Stockley (en) (1873-1936), sud-africaine, résidente
  - N. H. Brettell (en) (1908-1991)
  - Hilda Kuper (1911-1992)
  - Lawrence Vambe (en) (1917-2019)
  - Doris Lessing (1919-2013), Prix Nobel de littérature 2007, L'herbe chante (en) (1950)
  - Stanlake J. W. T. Samkange (en) (1922-1988)
  - Patrick Fani Chakaipa (en) (1932-2003)
  - Colin Style (en) (1933-2014), poète, britannique, Baobab Street (1977)
  - John Gordon Davis (en) (1936-2014)
  - Peter Niesewand (en) (1944-1983)
  - Daniel Carney (1944-1987)
  - John Eppel (en) (1947-), nouvelliste, romancier, poète
  - Alexander McCall Smith (1948-)
  - Musaemura Zimunya (en) (1949-), poète
  - Dambudzo Marechera (1952-1987), poète
  - Patricia Schonstein (1952-)
  - Chenjerai Hove (1956-2015)
  - Shimmer Chinodya (1957-), romancier
  - Tsitsi Dangarembga (1959-), dramaturge, réalisatrice, Everyone's Child (1996)
  - Yvonne Vera (1964-2005)
  - Lauren Liebenberg (en) (1972-)
  - NoViolet Bulawayo (1981-)
  - George Makana Clark (en) (sd)
  - Kizito Muchemwa, Tourists

## Artisanats
- Arts appliqués, Arts décoratifs, Arts mineurs, Artisanat d'art, Artisan(s), Trésor humain vivant, Maître d'art

### Arts graphiques
- Calligraphie, Enluminure, Gravure, Origami

### Textiles
- Art textile, Arts textiles, Fibre, Fibre textile, Design textile
- Mode, Costume, Vêtement, Confection de vêtement, Stylisme
- Technique de transformation textile, Tissage, Broderie, Couture, Tricot, Dentelle, Tapisserie

### Cuir
- Maroquinerie, Cordonnerie, Fourrure

### Papier
- Papier, Imprimerie, Techniques papetières et graphiques, Enluminure, Graphisme, Arts graphiques, Design numérique

### Bois
- Travail du bois, Boiserie, Menuiserie, Ébénisterie, Marqueterie, Gravure sur bois, Sculpture sur bois, Ameublement, Lutherie

### Métal
- Métal, Sept métaux, Ferronnerie, Armurerie, Fonderie, Dinanderie, Dorure, Chalcographie

### Poterie, céramique, faïence
- Mosaïque, Poterie, Céramique, Terre cuite
- Céramique d'Afrique subsaharienne

### Verrerie d'art
- Art verrier, Verre, Vitrail, Miroiterie

### Joaillerie, bijouterie, orfèvrerie
- Lapidaire, Bijouterie, Horlogerie, Joaillerie, Orfèvrerie

### Espace
- Architecture intérieure, Décoration, Éclairage, Scénographie, Marbrerie, Mosaïque
- Jardin, Paysagisme

## Arts visuels

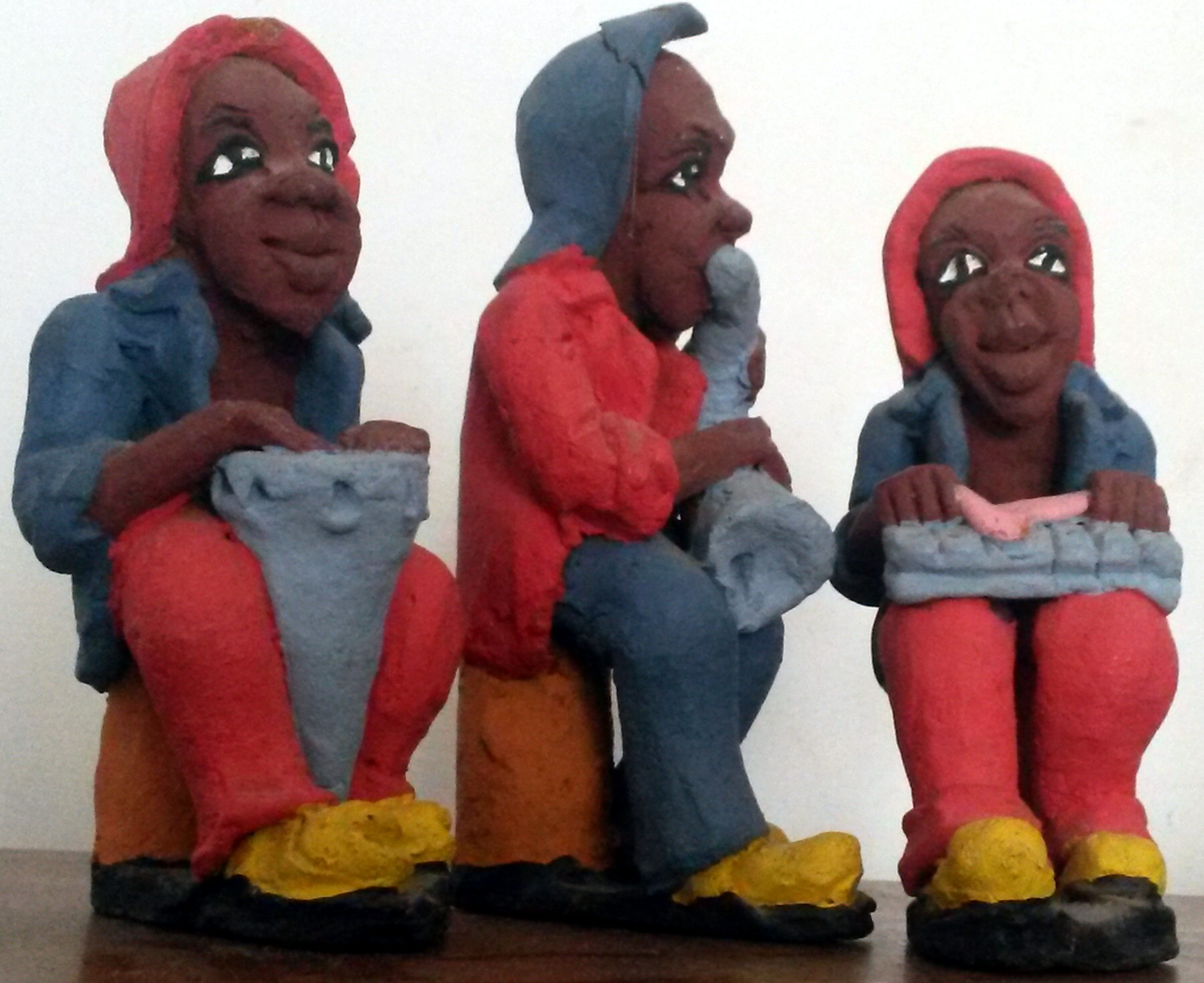
Figurines de musiciens en terre cuite.

- Arts visuels, Arts plastiques, Art brut, Art urbain
- Art africain traditionnel, Art contemporain africain

### Peinture
- Peinture, Catégorie:Peinture par pays
- Liste de sites pétroglyphiques en Afrique, Art rupestre
- Thomas Mukarobgwa (en)[3],[4] (1924-1999), Charles Fernando, Joseph Muzondo, Thakor Patel, Owen Maseko
- Gareth Nyandoro (1982-)[5]
- Victor Mavedzenge (de) (1974-)

### Sculpture
- Sculpture au Zimbabwe (en)

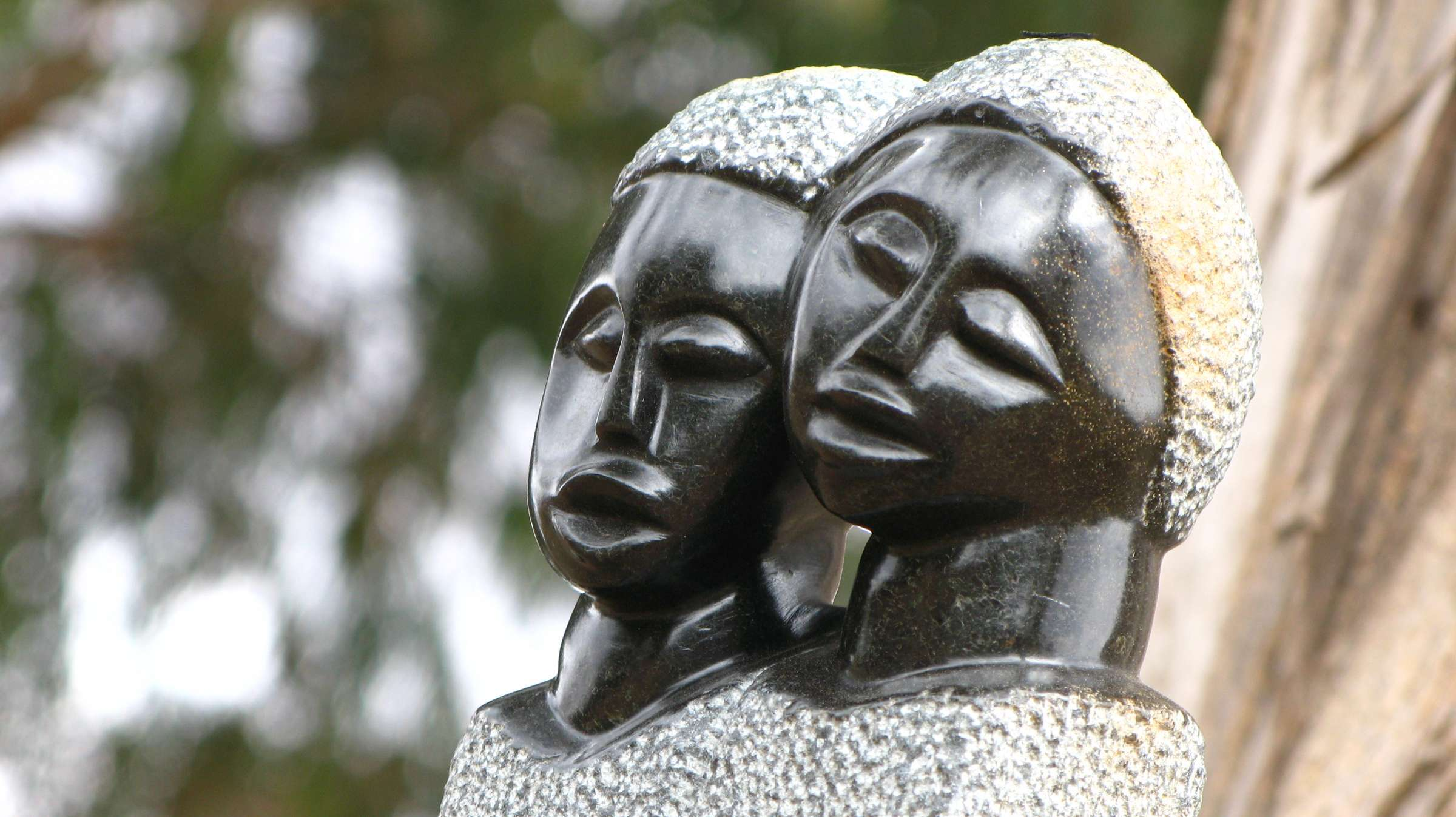
Sculpture shona.

- Sculpteurs au Zimbabwe (>80)[6], Sculpteurs zimbabwéens
  - Tapfuma Gutsa (1956-)
  - Thomas Mukarobgwa (1924-1999)
  - Nicholas Mukomberanwa (1940-2000)
  - Joseph Ndandarika (1941-1991)
  - Agnes Nyanhongo (1960-)

### Photographie
- Calvin Dondo

## Arts du spectacle

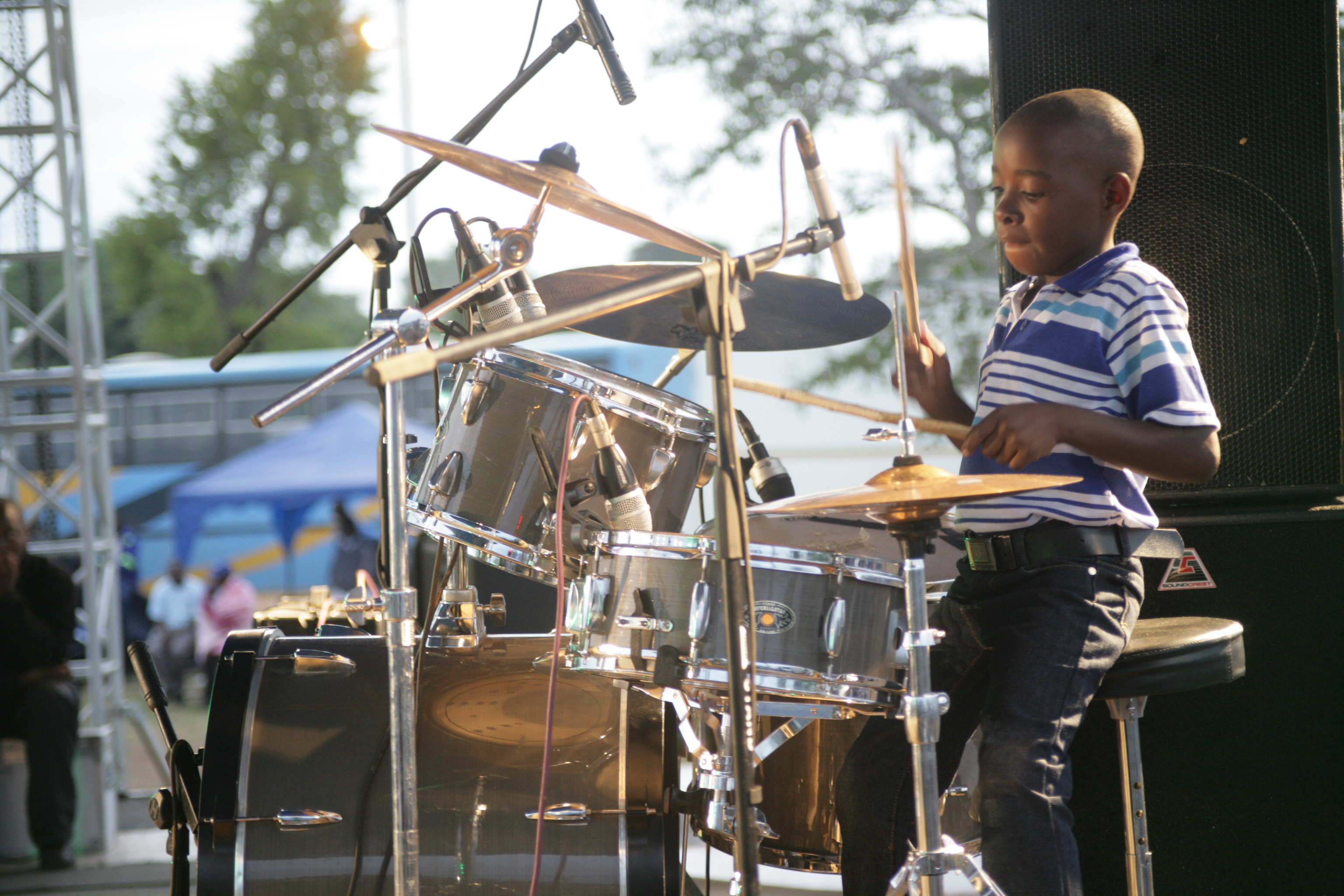
Un jeune batteur.

- Spectacle vivant, Performance, Art sonore

### Musique(s)
- Catégorie:Musique par pays, Musique improvisée, Improvisation musicale
- Musique du Zimbabwe
- Liste de musiciens zimbabwéens (en)

### Danse(s)

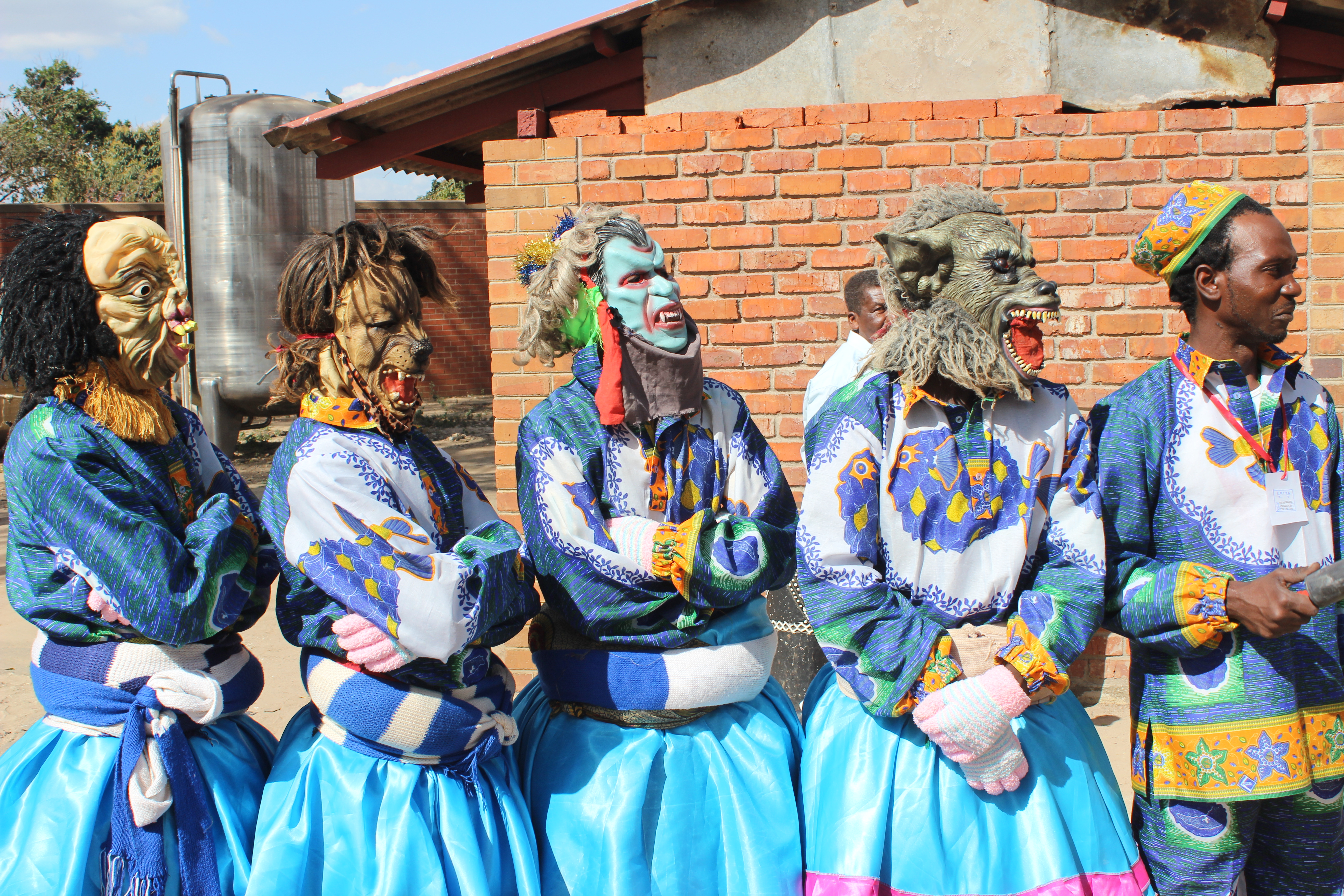
Danseurs Nyau.

- Danse au Zimbabwe (en)

### Théâtre
- Improvisation théâtrale, Jeu narratif
- Dramaturges et scénaristes : Ngugi wa Mirii, Praise Zenenga, Wiseman Magwa, Cont Mhlanga, Lucian Msamati, Norman Takawira (-2003)[7], Walter Mapurutsa, Cont Mhlanga, Lucian Msamati
- Compagnies :Reps Theatre (en), Over the Edge (Zimbabwe) (en) (OTE), Amakhosi Theatre (en)
- Théâtre(s) : The Book Café (Zimbabwe) (en)
- Théâtre de rue[8]
- Théâtre au Zimbabwe en 2018[9]

### Autres: marionnettes, mime, pantomime, prestidigitation
- Art de rue, Arts pluridisciplinaires,

### Cinéma

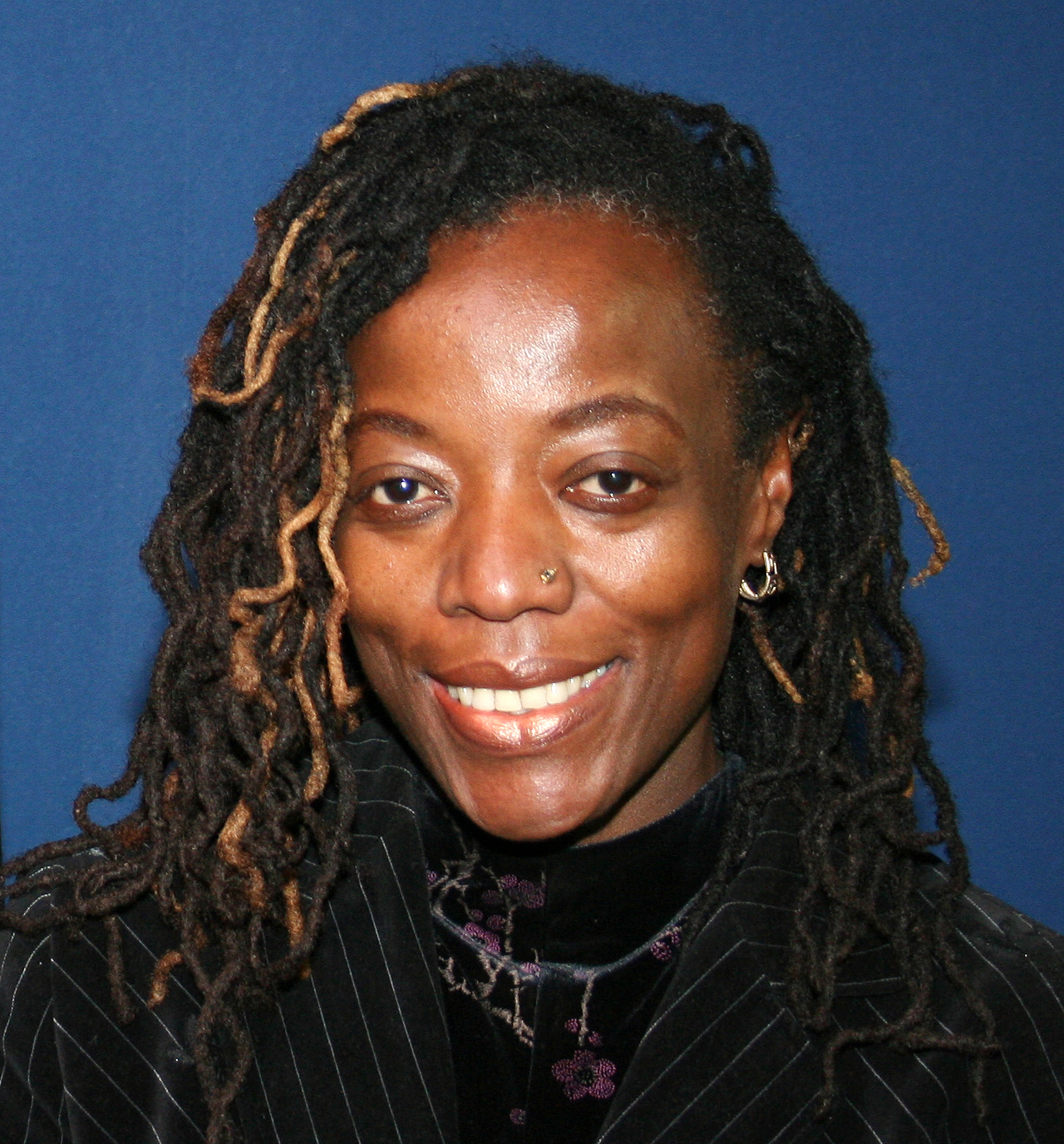
Tsitsi Dangarembga

- Réalisateurs : M.K. Asante Jr. Tsitsi Dangarembga, Rumbi Katedza, Godwin Mawuru, Farai Sevenzo, Ingrid Sinclair
- Acteurs zimbabwéens
- Films zimbabwéens
- Liste de films zimbabwéens

Avant l'indépendance, de nombreux films à visée éducative sont réalisés dans le cadre de la politique de colonisation. Après l'indépendance et quelques tâtonnements, un cinéma proprement zimbabwéen se développe petit à petit.
Parmi les premiers films marquants se trouvent Jit de Michael Raeburn (1991), une comédie sur le premier amour d'un jeune garçon, Neria de Godwin Mawuru, qui évoque la difficile condition des veuves et devient un gros succès en salle, et Everyone's Child de la femme de lettres et cinéaste Tsitsi Dangarembga, qui suit le parcours difficile de deux enfants brutalement devenus orphelins.

### Autres
- Vidéo, Jeux vidéo, Art numérique, Art interactif

## Tourisme
- Tourisme au Zimbabwe
- Attractions touristiques au Zimbabwe
- Conseils aux voyageurs pour le Zimbabwe :
  - France Diplomatie.gouv.fr
  - Canada international.gc.ca
  - CG Suisse eda.admin.ch
  - USA US travel.state.gov

## Patrimoine
- Liste des monuments nationaux du Zimbabwe

### Musées et autres institutions
- Bulawayo Railway Museum
- Gweru Museum
- Mutare Museum
- National gallery Zimbabwe
- National Mining Museum, Zimbabwe
- National Museum of Zimbabwe
- Natural History Museum of Zimbabwe
- Queen Victoria Museum
- Zimbabwe Military Museum
- Zimbabwe Museum of Human Sciences

### Liste du Patrimoine mondial
Le programme Patrimoine mondial (UNESCO, 1971) a inscrit dans sa liste du Patrimoine mondial (au 12/01/2016) : Liste du patrimoine mondial au Zimbabwe.

### Liste représentative du patrimoine culturel immatériel de l’humanité
Le programme Patrimoine culturel immatériel (UNESCO, 2003) a inscrit dans sa liste représentative du patrimoine culturel immatériel de l’humanité (au 12/01/2016) :
- 2008 : La danse Mbende-Jerusarema[11]
- Liste du patrimoine culturel immatériel de l'humanité au Zimbabwe

### Registre international Mémoire du monde
Le programme Mémoire du monde (UNESCO, 1992) a inscrit dans son registre international Mémoire du monde (au 12/01/2016) :
- 2015 : Les registres Nehanda et Kaguvi (première Chimurenga, 1895-1896)[12].

### Discographie
- (en) Zimbabwe (collec. Hugh Tracey), International Library of African Music, Grahamstown (Afrique du Sud)
- (en) Zimbabwe : Mbira. (Traditional Mbira Musicians), Network Medien, Francfort, 1991
- (en) The soul of Mbira : Zimbabwe (enreg. Paul F. Berliner), Nonesuch, New York, 1995
- (en) Across the waters Batonga : the music of the Batonga of Zambia and Zimbabwe, St. Sharp Wood Productions, Utrecht ; Choma Museum & Crafts centre, Choma, 1997
- (en) Masters of the African Mbira : thumb piano of Zimbabwe, the Kalimba, East Grinstead, West Sussex ; Clearwater, Floride, ARC Music, 1999
- (en) Izambulelo : traditional & contemporary music from Zimbabwe, East Grinstead, West Sussex ; Clearwater : ARC Music, 2001
- Nyathi, chants traditionnels et mbira (Zimbabwe). Salon de musique (concert enregistré au théâtre Claude Lévi-Strauss le 8 décembre 2007), Musée du quai Branly, Paris, 2007

### Filmographie
- (en) Shanda, film documentaire d'Oliver Mtukudzi, John Riber et Louise Riber, Alula Record Inc., Portland (USA), Cross Culture Production, 2004, 70 min (DVD + brochure + CD)